# 鈴の家りん
鈴の家 りん（すずのや りん、2002年9月10日 - ）は、日本のAV女優。兵庫県出身。ティーパワーズ所属。

## 経歴
2023年2月24日に、プレステージ専属女優としてAVデビュー。
2024年11月発売作品より、ワンズファクトリーへ専属移籍。

## 人物
趣味は映画鑑賞、特技は食べること。

## 作品

### アダルトDVD
- 新人 プレステージ専属デビュー 嵐の予感… この女の子、可愛いだけじゃ、ない。（2月24日、プレステージ）
- 顔射の美学 23 美女の顔面に溜まりに溜まった白濁男汁をぶちまけろ!!（3月31日、プレステージ）
- 新・絶対的美少女、お貸しします。116 鈴の家りん（AV女優）20歳。（4月21日、プレステージ）
- アオハル 制服美少女と完全主観で過ごす性春3SEX。＃12 鈴の家りん（5月19日、プレステージ）
- 天然成分由来 鈴の家りん汁 120％ 81（6月23日、プレステージ）
- 美少女と、貸し切り温泉と、濃密性交と。 23 鈴の家りん（7月21日、プレステージ）
- 女子マネージャーは、僕達の性処理ペット。046 鈴の家りん（8月18日、プレステージ）
- 風俗タワー 性感フルコース3時間SPECIAL ACT.43 鈴の家りん（9月22日、プレステージ）
- スポコス汗だくSEX4本番! 体育会系・鈴の家りん act.30（10月20日、プレステージ）
- 義理の妹が完堕ちするまでぶっ壊された ずぶ濡れ性交 鈴の家りん（11月17日、プレステージ）
- 鈴の家りん 8時間 BEST PRESTIGE PREMIUM EXCLUSIVE vol.01（11月24日、プレステージ）※単体ベスト
- なまなかだし 鈴の家りん（12月22日、プレステージ）

- どちゃくそエロい最高級ギャルと中出ししまくった、あの夜。 07 鈴の家りん（1月19日、プレステージ）
- ねっちょりセックスに溺れる文系女子。粘着性高湿度サイレントセックス 鈴の家りん（2月23日、プレステージ）
- 本番オーケー!? 噂の裏ピンサロ 24 鈴の家りん（3月29日、プレステージ）
- 何もない田舎で幼馴染と、汗だく濃厚SEXするだけの毎日。 case.11 鈴の家りん（4月26日、プレステージ）
- 中出し 射精執行官 15 鈴の家りん（6月7日、プレステージ）
- 完全主観 × 鬼イカせ イッても止めない激FUCK!!! 追撃5,000ピストン 鈴の家りん（7月5日、プレステージ）
- 鈴の家りん 8時間 BEST PRESTIGE PREMIUM EXCLUSIVE vol.02（7月19日、プレステージ）※単体ベスト
- 俺の従順ペット候補生 07 鈴の家りん（8月2日、プレステージ）
- リミットブレイクSEX 絶対的美少女の殻をブチ破るドM覚醒性交 VOL.08 鈴の家りん（9月6日、プレステージ）
- 禁欲巨乳スレンダー肉体が焦らしと羞恥で性欲暴走一日中おま○こ濡れまくりイキっぱなし濃厚デート 鈴の家りん（11月5日、ワンズファクトリー）
- 彼女の妹に愛され過ぎてこっそり子作り10発精子搾りとられた僕 鈴の家りん（11月26日、本中）
- 憧れの下着メーカーに就職したのに… 製品検査という名の性感開発セクハラの毎日 敏感巨乳OLが卑猥なランジェリーを着せられて羞恥ピストン痙攣アクメ潮 鈴の家りん（12月3日、ワンズファクトリー）
- 家出少女を拾って、ワンルーム合法共同生活 ノーハンド中出しSEXで触らないように抵抗したら、家出少女の痴女化がエスカレート 鈴の家りん（12月24日、本中）

- 「ウチとチュ～したいの?」 ヤンチャな教え子はベロキス小悪魔 唾液ダラダラ溺れイキ密着杭打ちで中出し 鈴の家りん（1月7日、ワンズファクトリー）
- たぶん僕の事を好きなバイト先の妹みたいな女の子に海デートに誘われた。 無邪気に遊ぶ姿が可愛いけど、女としては意識してなかったのに 若いおっぱいで（推定Eカップ）時々、無意識誘惑してくるので、なんかこの娘とHできるならしたくなってきて、ビーチにテントたてて、ホテルに戻っても中出ししまくった 鈴の家りん（1月28日、本中）
- 「もうイッてるってばぁ!」状態で何度も中出し! 鈴の家りん（2月4日、ワンズファクトリー）
- 濡れ透けJ●が自宅の軒先で勝手に雨宿りしてたので中出しレ×プ 鈴の家りん（2月18日、本中）
- 我慢汁も精液もドッバドバ 手加減無し20発ぶっこ抜き水着巨乳GAL痴女メンズエステ 鈴の家りん（3月4日、ワンズファクトリー）
- 鈴の家りん 8時間 BEST PRESTIGE PREMIUM EXCLUSIVE vol.03（3月7日、プレステージ）※単体ベスト
- 電話で彼氏とケンカする女子●生を我慢できずにメチャクチャ痴漢してやったら… マン汁で濡れまくってたので、彼氏よりも俺のテクの虜にその後めちゃくちゃ中出ししまくってやった! 鈴の家りん（3月18日、本中）
- 鈴の家りんの凄テクを我慢できれば生★中出しSEX!（4月1日、ワンズファクトリー）
- 女子同士でおふざけで撮った「J●騎乗位動画」がSNSで拡散され終わらない追姦中出しレ×プの被害者になってしまった巨乳女子●生 鈴の家りん（4月15日、本中）
- 潜入捜査官 媚薬漬けキメチク痙攣失禁! 敏感乳首リンチ我慢 屈服アクメ狂い 鈴の家りん（5月6日、ワンズファクトリー）
- 常に膣イキ体液ダダ漏れキメセク性感オイルマッサージ 押しに弱い若妻を媚薬チ〇ポ漬けザーメン逆流するまでブッ込み中出し監禁レ×プ 鈴の家りん（6月3日、ワンズファクトリー）
- 姉を3日間、逆バニー奴隷にしてやった…! 鈴の家りん（7月1日、ワンズファクトリー）
- コンドームが破れてまさかの生ハメ! 超加速するピストンで何度も中出し! 鈴の家りん（8月5日、ワンズファクトリー）
- 子供の頃一緒に遊んだ従妹が5年ぶりに田舎に遊びにきたらみるみるおっぱいが成長してたので夏休みの1週間、汗だくで中出ししまくった。 鈴の家りん（8月19日、本中）

### アダルト動画配信
- 【コンカフェ店員】【隠れ巨乳】有名になりたいからAV出演!? 可愛すぎるコンカフェ店員のイマドキ衝撃応募理由! ネットでAV応募→AV体験撮影 1954 りん 20歳 コンカフェ店員（3月18日、シロウトTV）

### イメージDVD / BD
◎はBD発売作品。
2023年
- Rin Tinkling bells・鈴の家りん（8月3日、REbecca）◎
- 美・ボディ 鈴の家りん（11月26日、スパークビジョン）◎

2024年
- Rin2 My first tropical・鈴の家りん（3月7日、REbecca）◎

### デジタル写真集
- はじめての裸 初脱ぎ 鈴の家りん（1月6日、プレステージ出版、撮影：黒澤奨平）

- PRESTIGE POSE MESSAGE 鈴の家りん 01（2月16日、プレステージ出版）
- PRESTIGE POSE MESSAGE 鈴の家りん 02（8月16日、プレステージ出版）
- PRESTIGE POSE MESSAGE 鈴の家りん 03（9月27日、プレステージ出版）
- PRESTIGE POSE MESSAGE 鈴の家りん 04（11月15日、プレステージ出版）
- PRESTIGE POSE MESSAGE 鈴の家りん 05（11月29日、プレステージ出版）

- PRESTIGE POSE MESSAGE 鈴の家りん 06（3月14日、プレステージ出版）
- PRESTIGE POSE MESSAGE 鈴の家りん 07（4月18日、プレステージ出版）
- PRESTIGE POSE MESSAGE 鈴の家りん 08（5月9日、プレステージ出版）
- PRESTIGE POSE MESSAGE 鈴の家りん 09（6月6日、プレステージ出版）

## 製品

### トレカ・トランプ
- PRESTIGE Playing card vol.1（2024年3月29日、プレステージ）※プレステージ専属女優11名が登場するトランプ。数量限定販売。